# Ekibastuz
Ekibastuz (kazašsky Екібастұз), dříve Ekibastuzugol je město v Pavlodarské oblasti na severovýchodě Kazachstánu u stejnojmenného jezera. Leží přibližně 320 kilometrů východně od hlavního města Astany. Klima je extrémně kontinentální s hlubokými mrazy v zimě a žhavými léty.

## Obyvatelstvo
V roce 1957 měl Ekibastuz 25 tisíc obyvatel, podle censu z roku 1999 zde žilo 127 200 obyvatel, v roce 2013 to bylo 137 270. Národnosti podle sčítání z roku 2010 převažují kazašská (75 tisíc) a ruská (52), významnější menšiny jsou ukrajinská (7), tatarská (3) a běloruská (1) při celkovém počtu obyvatel 145 tisíc.
Nejnovější mešita byla otevřena v roce 1998 a pravoslavný chrám v roce 2000 za účasti příslušných nejvyšších duchovních Kazachstánu.

## Charakter
Centrum těžby černého uhlí, kovoprůmyslu a průmyslu stavebních hmot a také potravinářství. V okolí se nacházejí dvě velké uhelné elektrárny
- GRES-1 – 4000 MW, z roku 1980, plný výkon 1984, největší kazašská elektrárna
- GRES-2 – 1000 MW, rok 1990, nachází se v ní nejvyšší komín na světě,[1] který měří 419,7 m.[2]

a také letiště.
Sídlí zde 8 vysokých škol („колледж“), převážně technického zaměření, ale i humanitních a lékařských oborů.

## Historie
Archeologické nálezy prokazují osídlení v oblasti nejméně již 12 tisíc let. Vodohospodářská zemědělská zařízení byla odhalena ve vykopávkách z období pozdního středověku.
Moderní etapa osídlení přišla roku 1876, kdy v oblasti byla objevena ložiska kamenného uhlí a v roce 1898 současně s počátkem těžby bylo založeno první sídliště.
Po znárodnění dolů z roku 1918 ve dvacátých letech těžba upadla a zařízení bylo zlikvidováno. Až roku 1948 byla započata stavba nového města a roku 1954 znovu započata těžba a zpracování uhlí. Roku 1957 obec získala městská práva. Např. v roce 1979 bylo 11% sovětské těžby černého uhlí z místních dolů.
V 50. letech 20. století zde byl sovětský tábor – gulag, ve kterém byl na nucených pracích mimo jiné Alexandr Solženicyn. V lednu 1952 zde došlo ke vzpouře.